# Belvosia vanderwulpi
Belvosia vanderwulpi là một loài ruồi trong họ Tachinidae.